# Festuca oreophila
Festuca oreophila är en gräsart som beskrevs av Markgr.-dann. Festuca oreophila ingår i släktet svinglar, och familjen gräs. Inga underarter finns listade i Catalogue of Life.